# Danh sách trung tâm tư vấn thống kê của trường đại học
Đây là danh sách các trung tâm tư vấn thống kê của trường đại học (hay trung tâm)  là danh sách ngắn các trường đại học có một nhóm chuyên viên cung cấp dịch vụ tư vấn thống kê. Thông thường các dịch vụ này chỉ cung cấp cho người sử dụng trong nhà trường.

## Hoa Kỳ
Dưới đây là danh sách các trung tâm tư vấn thống kê của trường đại học của Hoa Kỳ.
| Đại học                                    | Tên Trung tâm                                                |
| ------------------------------------------ | ------------------------------------------------------------ |
| Baylor University                          | Center for Statistical Consulting                            |
| Bowling Green State University             | Center for Business Analytics                                |
| Brown University                           | Center for Statistical Sciences                              |
| California State University, Long Beach    | Statistical Consulting Services                              |
| Case Western Reserve University            | The CWRU Center for Clinical Investigation                   |
| Colorado State University                  | Franklin A. Graybill Statistical Laboratory                  |
| Columbia University                        | Statistical Consulting                                       |
| Cornell University                         | Cornell Statistical Consulting Unit (CSCU)                   |
| Duke University                            | Statistical Consulting and Education Center                  |
| Florida International University           | Statistical Consulting                                       |
| Florida State University                   | The Statistical Consulting Center                            |
| Georgetown University                      | Statistical Consulting                                       |
| Grand Valley State University              | Statistical Consulting Center                                |
| Illinois State University                  | Statistical Consulting Center                                |
| Đại học Indiana                            | Indiana Statistical Consulting Center                        |
| Iowa State University                      | Center for Survey Statistcs & Methodology                    |
| University of Louisville                   | The Statistical Consulting Center                            |
| Miami University (Ohio)                    | Statistical Consulting Center                                |
| Michigan State University                  | Center for Statistical Training and Consulting               |
| North Carolina State University            | Statistical Consulting Service                               |
| New Jersey Institute of Technology         | Statistical Consulting Laboratory                            |
| Northern Arizona University                | Statistical Consulting Lab                                   |
| Ohio State University                      | Statistical Consulting Service                               |
| Oregon State University                    | Statistical Consulting Laboratory                            |
| Penn State University                      | Statistical Consulting Center                                |
| Purdue University                          | Statistical Consulting Service                               |
| Rice University                            | Statistical Consulting Lab                                   |
| San Diego State University                 | Statistical Consulting Center                                |
| Southern Methodist University              | Statistical and Research Consulting                          |
| Stanford University                        | Consulting                                                   |
| University of Akron                        | Center for Statistical Consulting                            |
| UC Irvine                                  | UCI Center for Statistical Consulting                        |
| UCLA                                       | Statistical Consulting Services                              |
| UCLA                                       | Statistical Consulting Center                                |
| UC Riverside                               | UCR Statistical Consulting Collaboratory                     |
| University of California, Santa Barbara    | Statistical Consulting Laboratory                            |
| University of Chicago                      | The Consulting Program                                       |
| University of Cincinnati                   | Statistical Consulting Laboratory                            |
| University of Colorado, Boulder            | Statistical Computing Services                               |
| University of Connecticut                  | Statistical Consulting                                       |
| University of Florida                      | IFAS Statistical Consulting Unit                             |
| University of Idaho                        | Statistical Consulting Center                                |
| University of Illinois at Urbana–Champaign | Statistical Consulting Services                              |
| University of Iowa                         | Statistics Outreach Center (SOC)                             |
| University of Maryland, Baltimore County   | Center for Research and Consulting                           |
| University of Michigan                     | Center for Statistical Consultation and Research (CSCAR)     |
| University of Minnesota                    | The Statistical Consulting Service                           |
| University of North Carolina at Greensboro | Statistical Consulting Center                                |
| University of Pittsburgh                   | Statistical Consulting Center                                |
| University of Southern California          | Statistical Consultation and Research Center (USRC)          |
| University of Toledo                       | Statistical Consulting Service                               |
| University of Virginia                     | Statistical Consulting Service                               |
| University of Washington                   | Statistical Consulting Services                              |
| University of West Florida                 | UWF Statistical Consulting Center                            |
| University of Wisconsin-Madison            | Statistical Consulting Service                               |
| University of Wisconsin-La Crosse          | Statistical Consulting Center                                |
| University of Texas, Austin                | Division of Statistics + Scientific Computation              |
| University of Texas, San Antonio           | Statistical Consulting Center                                |
| University of Tennessee, Knoxville         | Research Computing Report                                    |
| Vanderbilt University                      | Statistics and Methodology Services                          |
| Virginia Tech                              | Laboratory for Interdisciplinary Statistical Analysis – LISA |
| Wright State University                    | Statistical Consulting Center                                |
| Yale University                            | StatLab: Social Science Research Services                    |

## Úc
| Đại học                 | Tên Trung tâm                 |
| ----------------------- | ----------------------------- |
| University of Melbourne | Statistical Consulting Centre |

## Việt Nam
| Đại học                                     | Tên Trung tâm             |
| ------------------------------------------- | ------------------------- |
| Trường Đại học Y Dược Thành phố Hồ Chí Minh | Trung tâm tư vấn thống kê |